# Covo
Covo – miejscowość i gmina we Włoszech, w regionie Lombardia, w prowincji Bergamo.
Według danych na styczeń 2009 gminę zamieszkiwały 4092 osoby przy gęstości zaludnienia 322,2 os./1 km².